# 周成德
周成德，貴州承宣佈政使司興隆衛人。明朝解元、政治人物。

## 生平
明神宗萬曆四十六年（1618年），周成德中式戊午科貴州鄉試第一名舉人（解元）。